# Ежештица
Ежештица (серб. Јежештица / Ježeštica) — село в общине Братунац Республики Сербской Боснии и Герцеговины. Население составляет 355 человек по переписи 2013 года.

## География
Село располагается на большой равнине. Через него протекает река, на которой стоит водяная мельница, разрушенная во время войны и восстановленная уже после её окончания стараниями местного жителя Драгомира Миладиновича. Площадь обрабатываемых земель — 946 гектаров.

## Население[3]
В селе в настоящий момент проживают семьи: Кайичи, Джокичи, Кевичи, Джерманы, Ранковичи, Радукичи, Поткуницы, Блажевичи, Джукановичи и другие.

## История
Во время распада Югославии и Боснийской войны село было сожжено дотла, а большая часть его населения вынуждена была бежать. Дважды на село нападали боевики АРБиГ под руководством Насера Орича. 8 августа 1992 в ходе первого нападения погибли 9 местных жителей-сербов, а все дома в селе были разграблены, сожжены и разорены. Второе нападение состоялось 7 января 1993 на Рождество и стало особенно жестоким. Несколько десятков граждан были убиты в результате нападения, многие были изгнаны. Согласно свидетельствам Ибрана Мустафича, который был депутатом Партии демократического действия от Сребреницы в 1990 году и выступал в МТБЮ свидетелем, после нападения Насера Орича на Ежештицу некий Кемо из Пала бегал по Сребренице, держа в руках отсечённую голову, и пугал местное население. В ходе нападения также серьёзно пострадали деревни Кравица, Шильковичи и Баневичи.
В 1992 и 1993 годах жертвами мусульманских нападений стали 56 сербов, а сами боевики сожгли 110 домов. В 2012 году местный совет поддержал инициативу об установлении памятника 56 сербам, ставшим жертвами мусульманского террора.